# Paolo Conti (calciatore 1971)
Paolo Conti (4 settembre 1971) è un ex calciatore sammarinese, di ruolo difensore.

## Carriera

### Nazionale
Nel 1990 gioca la sua unica partita in carriera con la Nazionale maggiore sammarinese. Tra il 1989 e il 1992, gioca alcune partite con l'under 21. 